# Loimia arborea
Loimia arborea är en ringmaskart som beskrevs av Moore 1903. Loimia arborea ingår i släktet Loimia och familjen Terebellidae. Inga underarter finns listade i Catalogue of Life.